# Élie Mélia
Pour les articles homonymes, voir Mélia (patronyme).
Élie Mélia (ილია მელია en géorgien), né le 20 février 1915 à Koutaïssi et mort le 15 mars 1988, est un prêtre orthodoxe et historien de l'Église géorgienne.
Sur le strict plan juridique, il ne possède sa nationalité géorgienne que très peu de temps, car quand il naît, la Géorgie fait partie de l'Empire russe, et ne devient indépendante que de 1918 à 1921. Durant toute la suite de son existence, il s'interdit pourtant de prendre une autre nationalité et reste donc jusqu'à sa mort sous le statut d'apatride, ne voyant pas de son vivant le retour de la souveraineté géorgienne, en 1991.

## Biographie

### Réfugié en Belgique
En 1922, il est envoyé en Belgique, avec son frère et sa sœur, par des parents désireux de faire fuir à leurs enfants le régime soviétique. Il y effectue donc la plus grande partie de sa scolarité, dans un collège de frères jésuites et à l'université de Namur, en littérature et philosophie.
Il y épouse le 12 juin 1943, à Forest, Alla Melnikova (1922-2007), citoyenne belge mais fille d'un général russe, qui lui donnera trois enfants, Nina, Élie et Kéthévane.

### Réfugié en France
En août 1943, après avoir complété ses études à l'Institut de théologie orthodoxe Saint-Serge de Paris, il est ordonné prêtre.
Il est d'abord envoyé comme recteur de l'église de la Sainte-Résurrection-du-Christ à Belfort, paroisse qui a aussi en charge les communautés orthodoxes de Besançon, Montbéliard, Nancy et Sochaux, dans des régions où des Russes ayant fui la Russie du fait de la révolution avait pu trouver à s'employer (notamment à la Société alsacienne de constructions mécaniques, Peugeot ou Japy) ; il se joint à la Résistance et permet de cacher de septembre à novembre 1944 cinquante prisonniers de l'Armée rouge que la puissance occupante avait employés à la construction du Mur de l'Atlantique, puis évacués devant l'avancée vers l'Est de la France des Alliés, s'apprêtant à les envoyer vers l'Allemagne pour un destin incertain. 
Dans la toute fin de la Seconde Guerre mondiale, il est nommé le 23 mars 1945 par le métropolite Euloge comme adjoint au recteur de l'église Saint-Serge à Colombelles dans le Calvados, dans des conditions matérielles difficiles, ce département ayant été ravagé par les combats quelques mois plus tôt. Celui-ci accueille là aussi des travailleurs parlant la langue russe (Société métallurgique de Normandie). Il y assure des activités pastorales auprès d'anciens prisonniers de guerre soviétiques, toujours présents dans des camps situés dans les environs. Il devient recteur en titre de la paroisse, du 1er juillet 1946 — d'abord provisoirement puis, ultérieurement dès le même mois, titulaire de la fonction — jusqu'au 16 septembre 1949. Un fils lui naît, Ivan, mort en bas âge et enterré dans le cimetière de la commune.
Devenu archiprêtre, il dirige la paroisse orthodoxe géorgienne Sainte-Nino de Paris de 1950 à sa mort, en mars 1988. Il retrouve ainsi les communautés géorgiennes émigrées en France durant les années 1920 et après la Seconde Guerre mondiale, qui comptent plusieurs milliers de personnes. Il pratique une liturgie en langues géorgienne et française et s'affirme comme une figure incontournable de la diaspora géorgienne durant près de quarante ans.
Il participe à l'activité des Églises orthodoxes de France, et à ce titre les représente à plusieurs reprises lors des homélies sur la radio nationale le dimanche matin. Il participe également au mouvement œcuménique et est reçu par le pape Paul VI. Il se rapproche également des autorités de la paroisse catholique de Leuville-sur-Orge, commune qui a accueilli le gouvernement géorgien en exil en 1922 et qui a le carré géorgien dans son cimetière. L'église catholique Saint-Jean-Baptiste est par la suite régulièrement mise à disposition de la paroisse orthodoxe géorgienne Sainte-Nino pour ses cérémonies.
Il est un membre actif de l'Action chrétienne des étudiants russes. Il enseigne à partir de 1964, également à Paris, l'histoire de l'Église ancienne et la théologie pastorale à l'Institut de théologie orthodoxe Saint-Serge. Il est l'auteur de nombreuses études sur l'Église orthodoxe et l'Église orthodoxe de Géorgie.
Il repose au carré géorgien du cimetière de Leuville-sur-Orge.

## Source de la traduction
- (en) Cet article est partiellement ou en totalité issu de l’article de Wikipédia en anglais intitulé « Elie Melia » (voir la liste des auteurs).